# К-314
К-314 — советская торпедная атомная подводная лодка проекта 671В «Ёрш», построенная в 1970—1972 годах и входившая в состав Тихоокеанского флота. Выведена из состава флота в 1989 году.

## История строительства
Заложена 5 сентября 1970 года на Новоадмиралтейском ССЗ по проекту 671, достраивалась по проекту 671В, став одной из трёх лодок своего типа, имевших возможность применять ракето-торпедный комплекс «Вьюга», спущена на воду 28 марта 1972 года. В мае того же года переведена в Северодвинск, где прошла сдаточные испытания. 6 ноября 1972 года принята у промышленности.

## История службы
4 декабря 1972 года К-314 прибыла к месту постоянного базирования в Западную Лицу, временно вошла в состав 3-й дивизии подводных лодок Северного флота.
С 20 января по 6 мая 1974 года совместно с ракетной АПЛ К-201 проекта 670 совершила межфлотский переход на Камчатку через Атлантический океан, Индийский океан и Тихий океан, 27 мая зачислена в состав 45-й дивизии подводных лодок. В том же году совершила боевой поход. В 1976 году совершила три боевых похода, в 1977 году — ещё два. В апреле 1980 года обнаружила в учебном полигоне в районе Камчатки иностранную АПЛ, преследовала её на протяжении 11 часов на высокой скорости и малой дистанции, с применением активных режимов гидроакустического комплекса. Преследование прекратилось по указанию командования.
В 1982 году К-314 перечислена в состав 26-й дивизии подводных лодок, перебазирована в бухту Павловского.
21 марта 1984 года во время американо-корейских учений «Team Spirit-84», находясь в центре американской авианосной группы кораблей, при всплытии К-314 столкнулась с американским авианосцем USS Kitty Hawk (CV-63). В результате удара подлодка получила повреждения лёгкого корпуса, ограждения выдвижных устройств, правого стабилизатора, гребного винта и, потеряв ход, была вынуждена всплыть на поверхность. В момент аварии на борту авианосца было несколько десятков ядерных боеприпасов, а на подводной лодке две торпеды с ядерной головной частью.
После осмотра с БПК «Владивосток», лодка была взята на буксир и отведена в бухту Чажма, где была поставлена в док для аварийно-восстановительного ремонта. «Китти-Хок» также получил повреждения. У него было повреждено днище на протяжении 40 метров и по прибытии в базу Субик-Бей на Филиппинах также был поставлен в док.
С апреля по ноябрь 1985 года совершила длительную (8 месяцев) боевую службу в Индийском океане, на борту находился экипаж однотипной К-454. Сразу после завершения боевой службы отправлена в распоряжение научно-исследовательского судна «Академик Крылов», с 24 ноября по 1 декабря обеспечивала научные испытания с осуществлением различных маневрирований во всём диапазоне скоростей, от самой малой до предельной. Интенсивность эксплуатации была такова, что лодка потеряла несколько квадратных метров обшивки лёгкого корпуса. Повреждения были устранены в пункте материально-технического обеспечения в порту Камрань. 29 декабря 1985 года во время межбазового перехода из Камрани в бухту Павловского на лодке произошла серьёзная авария паропроизводящей установки — изначально обнаружена течь первого контура реактора левого борта (около 10 литров/час), во время поиска места утечки сработала аварийная защита реактора левого борта. Включение блока очистки и расхолаживания остановило течь, поэтому для продолжения поисков он был отключен, при этом сам сломался. Развитие аварийной ситуации привело к частичному осушению активной зоны ядерного реактора и резкому ухудшению радиационной обстановки. Лодка фактически оказалась выведена из боевого состава. В 1989 году официально выведена из состава ВМФ, став первой лодкой своего проекта, покинувшей боевой состав. Поставлена на отстой в бухте Павловского.
К 2010 году К-314 оставалась единственной подлодкой своего проекта, остававшейся на плаву. В 2011 году была утилизирована на ДВЗ «Звезда», тЛетом 2011 года трёхотсечный реакторный блок был размещён в бухте Разбойник в специальном береговом укрытии пункта долговременного хранения «Устричный». Береговое укрытие рассчитано на хранение трёх трёхотсечных реакторных блоков с невыгруженным ядерным топливом, в него были помещены блоки с К-431 проекта 675 (зав. № 175) и с К-314 (зав. № 610).
Экипаж К-314 был окончательно расформирован в 2013 году.